# Lou-Ann
Cette page présente le prénom Lou-Ann ainsi que ses variantes.
Lou-Ann est un prénom féminin composé des prénoms Lou et Ann, forme anglaise d'Anne, voire éventuellement une réinterprétation graphique du prénom breton Louan(n)e.

## Variantes
Ce prénom a pour variantes :
- Lou-Anna ;
- Lou-Anne ;
- Louane.